# Colômbia nos Jogos Olímpicos de Inverno de 2022
Colômbia participou dos Jogos Olímpicos de Inverno de 2022, realizados em Pequim, na China.
Foi a terceira aparição do país em Olimpíadas de Inverno. Foi representado por três atletas: Carlos Andrés Quintana, no esqui cross-country, Laura Gómez, na patinação de velocidade, e Michael Poettoz, no esqui alpino.

## Competidores
Esta foi a participação por modalidade nesta edição:
| Esporte                 | Masculino | Feminino | Total |
| ----------------------- | --------- | -------- | ----- |
| Esqui alpino            | 1         | 0        | 1     |
| Esqui cross-country     | 1         | 0        | 1     |
| Patinação de velocidade | 0         | 1        | 1     |
| Total                   | 2         | 1        | 3     |

## Desempenho

### Esqui alpino
Masculino
| Atleta          | Evento         | Descida 1 | Descida 1 | Descida 2   | Descida 2   | Total       | Total       | Total       | Ref.  |
| Atleta          | Evento         | Tempo     | Pos.      | Tempo       | Pos.        | Tempo       | Dif.        | Pos.        | Ref.  |
| --------------- | -------------- | --------- | --------- | ----------- | ----------- | ----------- | ----------- | ----------- | ----- |
| Michael Poettoz | Slalom         | DNF       | DNF       | Não avançou | Não avançou | Não avançou | Não avançou | Não avançou | [ 3 ] |
| Michael Poettoz | Slalom gigante | 1:12.83   | 36        | 1:17.19     | 30          | 2:30.02     | +20.67      | 31          | [ 4 ] |

### Esqui cross-country
Masculino
| Atleta                 | Evento         | Tempo   | Dif.     | Pos. | Ref.  |
| ---------------------- | -------------- | ------- | -------- | ---- | ----- |
| Carlos Andrés Quintana | 15 km clássico | 55:41.9 | +17:47.1 | 95   | [ 5 ] |

### Patinação de velocidade
Feminino
| Atleta      | Evento           | Semifinal | Semifinal | Semifinal | Final       | Final       | Final | Ref.  |
| Atleta      | Evento           | Pontos    | Tempo     | Pos.      | Pontos      | Tempo       | Pos.  | Ref.  |
| ----------- | ---------------- | --------- | --------- | --------- | ----------- | ----------- | ----- | ----- |
| Laura Gómez | Largada coletiva | 0         | 8:31.66   | 11        | Não avançou | Não avançou | 22    | [ 6 ] |

Legenda
| Recorde mundial      | Recorde mundial (World record)               |                       | Recorde africano                      | Recorde africano (African) |                                           | Q | Classificado por posição (Qualified) |
| Recorde olímpico     | Recorde olímpico (Olympic record)            | Recorde da América    | Recorde da América (Americas)         | q                          | Classificado por melhor tempo (Qualified) |   |                                      |
| Melhor marca do ano  | Melhor marca do ano (World leading)          | Recorde asiático      | Recorde asiático (Asian)              | DNS                        | Não largou (Did not start)                |   |                                      |
| Recorde nacional     | Recorde nacional (National record)           | Recorde europeu       | Recorde europeu (European)            | DNF                        | Não terminou (Did not finish)             |   |                                      |
| Recorde pessoal      | Recorde pessoal do atleta (Personal best)    | Recorde da Oceania    | Recorde da Oceania (Oceania)          | DSQ / DQ                   | Desclassificado (Disqualified)            |   |                                      |
| Recorde da temporada | Recorde da temporada do atleta (Season best) | Recorde sul-americano | Recorde sul-americano (South America) | NM                         | Sem marca (No mark)                       |   |                                      |